# Curtonotum pantherinum
Curtonotum pantherinum är en tvåvingeart som först beskrevs av Walker 1849.  Curtonotum pantherinum ingår i släktet Curtonotum och familjen Curtonotidae. Inga underarter finns listade i Catalogue of Life.